# Kamen Rider X
Kamen Rider X (仮面ライダーX Kamen Raidā Ekkusu) è una serie tokusatsu di supereroi ed è la terza serie dedicata a Kamen Rider. Venne prodotta in collaborazione fra Toei e Ishimori Productions e trasmessa nel 1974 sul canale NET (l'attuale TV Asahi) per un totale di 35 episodi più due film.

## Trama
Lo scienziato Keitaro Jin e suo figlio Keisuke sono presi di mira dalla organizzazione criminale GOD (Government Of Darkness). Vengono attaccati e le invenzioni di Keitaro vengono rubate ma, prima di morire, lo scienziato riesce a fare un'operazione chirurgica su suo figlio Keizuke con degli strumenti tecnologicamente avanzati, trasformando il ragazzo in Kamen Rider X. Per vendicare la morte di suo padre e salvare il genere umano, Rider X combatterà, con l'aiuto di Tobei Tachibana (già presente dalla prima serie), i mostri mutanti di GOD.

## Personaggi
- Keisuke Jin/Kamen Rider X (神 敬介／仮面ライダーX Jin Keisuke/Kamen Raidā Ekkusu): Keisuke venne ferito mortalmente dall'attacco degli sgherri di GOD. Così suo padre, per salvargli la vita, lo fece diventare il quinto Kamen Rider, Kamen Rider X, originariamente sviluppato come cyborg per le esplorazioni sottomarine. L'arma di X è l'asta d'acciaio multiuso Ridol.

- Tōbei Tachibana (立花 藤兵衛 Tachibana Tōbee): proprietario di un club di motociclismo e di un caffè, è stato il mentore e aiutante dei precedenti Kamen Rider.

- Ryoko Mizuki (水城 涼子 Mizuki Ryōko): la fidanzata di Keisuke, assistente di Keitare e agente segreto di GOD. È una agente dell'Interpol che lavora in segreto per la GOD, ma si pentì e morì cercando di proteggere un bambino dal mostro Atlas Pugno di Ferro.

- Kiriko Mizuki (水城 霧子 Mizuki Kiriko): la sorella di Ryoko, venne uccisa da Atlas mentre stava salvando Keisuke dalla sua freccia.

- Chiko (チコ Chiko): uno studente dell'università Johoku che lavora nel caffè di Tobei.

- Mako (マコ Mako): amica di Chiko, lavora anche lei nel caffè di Tobei.

## GOD
L'Organizzazione Segreta GOD (G.O.D. 秘密機関 Goddo Himitsu Kikan), acronimo di Government Of Darkness (暗黒政府 Ankoku Seifu), è un'organizzazione malvagia, antagonista di Kamen Rider X.
- Comandante Generale GOD (GOD総司令 Goddo Sō Shirei): un uomo misterioso che manda i suoi comandi alle truppe di GOD attraverso registratori audio. Si rivelerà alla fine della serie come Dottor Maledizione.

- Apollo Geist (アポロガイスト Aporo Gaisuto, episodi 8-21): è il capo della sicurezza di GOD. Armato con lo scudo Geist Cutter e della pistola laser Apollo Shot, la sua forma umana è vestita con uno smoking bianco con guanti neri e si trasforma nella sua forma corazzata pronunciando Apollo Change (アポロチェンジ Aporo Chenji). In un primo scontro con Kamen Rider X si autodistrusse nel tentativo di uccidere quest'ultimo per poi essere riportato in vita dagli scienziati della GOD. Nel suo secondo scontro con Rider X viene sconfitto definitivamente con la mossa X-Kick. Apollo Geist ricompare in Kamen Rider Decade come ufficiale di Dai-Shocker.

- King Dark (キングダーク Kingu Dāku, episodi 21-35 ed il secondo film): un gigantesco robot dall'aspetto di un diavolo che comanda i mostri di GOD, apparso dopo la morte di Apollo Geist. Alla fine si scoprirà pilotato dal Dottor Maledizione che farà esplodere il robot.

- Dottor Maledizione (呪博士 Noroi Hakase): il vero leader della GOD, uno scienziato pazzo dal volto deforme. Morirà nella distruzione di King Dark dopo essere stato trafitto dal Ridol di Kamen Rider X.

Nei primi episodi e durante il tempo di Apollo Geist, i mostri di GOD avevano l'aspetto di un incrocio fra animali e figure della mitologia greca. Successivamente apparvero dei mostri che assomigliano a personaggi storici (come Hitode/Starfish Hitler che è, praticamente, una stella marina con la faccia di Adolf Hitler).

## Episodi
| N° | Titolo inglese                                     | Titolo originale e traslitterato                                                      |
| -- | -------------------------------------------------- | ------------------------------------------------------------------------------------- |
| 1  | X-X-X-Rider is Born!!                              | X・X・Xライダー誕生！！ Ekkusu Ekkusu Ekkusu Raidā Tanjō!!?                           |
| 2  | Run, Cruiser! X-Rider!!                            | 走れクルーザー！Xライダー！！ Hashire Kurūzā! Ekkusu Raidā!!?                         |
| 3  | Assassination Dark Spider Operation!!              | 暗殺 黒ぐも作戦！！ Ansatsu Kurogumo Sakusen!!?                                       |
| 4  | G.O.D., the Shadow of Fear!!                       | ゴッド恐怖の影！！ Goddo Kyōfu no Kage!!?                                             |
| 5  | The One-Eyed Monster's Human Review Operation!     | 一つ目怪人の人さらい作戦！ Hitotsume Kaijin no Hitosarai Sakusen!?                    |
| 6  | The Japanese Islands Fragmentation Plan!           | 日本列島ズタズタ作戦！ Nihon Rettō Zutazuta Sakusen!?                                 |
| 7  | The Terrible Genius Human Project!                 | 恐怖の天才人間計画！ Kyōfu no Tensai Ningen Keikaku!?                                 |
| 8  | Mystery!? Little Earth - Middle Earth - Big Earth  | 怪！？小地球・中地球・大地球 Kai!? Shōchikyū Chūchikyū Daichikyū?                     |
| 9  | X-Rider's Great Deadly Training                    | Xライダー必殺大特訓 Ekkusu Raidā Hissatsu Dai Tokkun?                                 |
| 10 | G.O.D. Secret Police! Apollo Geist!!               | ゴッド秘密警察！アポロガイスト！！ Goddo Himitsu Keisatsu! Aporo Gaisuto!!?           |
| 11 | The Invulnerable Water Snake Monster Hydra!        | 不死身の水蛇怪人ヒュドラー！ Fujimi no Mizuhebi Kaijin Hyudorā!?                      |
| 12 | Sweep the ESPer Girl Away!                         | 超能力少女をさらえ！ Chōnōryoku Shōjo o Sarae!?                                       |
| 13 | G.O.D. Radamus's Great Prophecy!                   | ゴッドラダムスの大予言！ Goddo Radamusu no Dai Yogen!?                                |
| 14 | Apollo Geist, Mad Insect Underworld                | アポロガイスト くるい虫地獄 Aporo Gaisuto Kuruimushi Jigoku?                          |
| 15 | G.O.D.'s Secret Base! X-Rider Sneaks In!!          | ゴッド秘密基地！Xライダー潜入す！！ Goddo Himitsu Kichi! Ekkusu Raidā Sennyū su!!?    |
| 16 | Counterattacking Apollo Geist! X-Rider in Danger!! | 逆襲アポロガイスト！Xライダー危うし！！ Gyakushū Aporo Gaisuto! Ekkusu Raidā Ayaushi? |
| 17 | Scary! Humans are Being Made into Books!!          | 恐い！人間が本にされる！！ Kowai! Ningen ga Hon ni Sareru!!?                          |
| 18 | Scary! It's G.O.D.'s Cat Disguise Operation!!      | 恐い！ゴッドの化けネコ作戦だ！！ Kowai! Goddo no Bakeneko Sakusen da!!?               |
| 19 | The Corpses at the Ghost Mansion Call!!            | ゆうれい館で死人がよぶ！！ Yūrei Yakata de Shinin ga Yobu!!?                          |
| 20 | A Ghost!? The Mysterious Snake Man Appears!!       | おばけ！？謎の蛇人間あらわれる！！ Obake!? Nazo no Hebi Ningen Arawareru!!?           |
| 21 | Apollo Geist's Last General Attack!!               | アポロガイスト 最後の総攻撃！！ Aporo Gaisuto Saigo no Sōkōgeki!!?                    |
| 22 | The Terrible Great Giant! King Dark Appears!!      | 恐怖の大巨人！キングダーク出現！！ Kyōfu no Dai Kyojin! Kingu Dāku Shutsugen!!?       |
| 23 | King Dark! The Demon's Invention!!                 | キングダーク！悪魔の発明！！ Kingu Dāku! Akuma no Hatsumei!!?                         |
| 24 | Revenge Demon Geronimo! The Silent Attack!!        | 復しゅう鬼ジェロニモ！音もなく襲う！！ Fukushūki Jeronimo! Oto mo Naku Osō!!?         |
| 25 | The Mysterious Thief, Rhinocerous Beetle Lupin!!   | 謎の怪盗カブト虫ルパン！！ Nazo no Kaitō Kabutomushi Rupan!!?                         |
| 26 | Underworld's Dictator, Starfish Hitler!!           | 地獄の独裁者ヒトデヒットラー！！ Jigoku no Dokusaisha Hitode Hittorā!!?               |
| 27 | Special Edition, Full Force of Five Riders!!       | 特集 5人ライダー勢ぞろい！ Tokushū Gonin Raidā Seizoroi!!?                            |
| 28 | Look! X-Rider's Great Transformation!!             | 見よ！Xライダーの大変身！！ Mi yo! Ekkusu Raidā no Dai Henshin!!?                     |
| 29 | Deathmatch!! X-Rider vs. X-Rider!!                 | 死闘！！Xライダー対Xライダー！！ Shitō! Ekkusu Raidā Tai Ekkusu Raidā!!?              |
| 30 | I Want Blood! The Monster of the Corpse Swamp!!    | 血がほしいー！しびと沼の怪人！！ Chi ga Hoshī! Shibito Numa no Kaijin!!?              |
| 31 | Stand! King Dark!!                                 | 立て！キングダーク！！ Tate! Kingu Dāku!!?                                            |
| 32 | Showdown! King Dark vs. X Rider                    | 対決！キングダーク対Xライダー Taiketsu! Kingu Dāku Tai Ekkusu Raidā?                  |
| 33 | Fear! King Dark's Revenge!!                        | 恐怖！キングダークの復しゅう！！ Kyōfu! Kingu Dāku no Fukushū!!?                      |
| 34 | The Weapon of Terror Aims at Three Riders!!        | 恐怖の武器が三人ライダーを狙う！！ Kyōfu no Buki ga Sannin Raidā o Nerau!!?           |
| 35 | Farewell, X-Rider                                  | さらばＸライダー Saraba Ekkusu Raidā?                                                 |